# 長尾袋貂
長尾袋貂（Sminthopsis longicaudata），又名長尾狹足袋鼩，是澳洲一種狹足袋鼩屬，尾巴比身體還要長。牠們長26-30厘米，尾巴可以長達18-21厘米。後腳長18毫米，耳朵長21毫米，重15-20克。

## 分佈及棲息地
長尾袋貂分佈在西澳洲的皮爾巴拉及金礦地區和吉布森沙漠東岸，至北領地及南澳州西部。牠們棲息在金合歡樹、石山、叢林及林地。

## 行為及繁殖
長尾袋貂是夜間活動的，牠們靈活適合跳躍。當在10月至11月的繁殖期時，牠們會在樹底的洞中以草築巢。每胎最多可產6隻幼貂。在當地及《瀕臨絕種野生動植物國際貿易公約》認為牠們是瀕危，但世界自然保護聯盟則將牠們列為無危。

## 食性
長尾袋貂吃螞蟻、甲蟲及蜈蚣等無脊椎動物。

## 外部連結
- Long Tailed Dunnart by Matthew
- Australian Biological Resources Study Archive.today的存檔，存档日期2007-03-18
- Long-tailed Dunnart Greeting Card[]
- Sminthopsis longicaudata (long-tailed dunnart)（页面存档备份，存于）
- Northern Territory